# 舒斯瓦普湖怪兽
舒斯瓦普湖怪兽（英文：Shuswap Lake Monster）是指据传生存于加拿大不列顛哥倫比亞省舒斯瓦普湖（Shuswap Lake）的神秘生物。舒斯瓦普湖怪兽的首例目击报告可追溯至1984年6月3日，目擊者琳達·格里菲思（Linda Griffiths）與她的兩個孩子及一名友人在舒斯瓦普湖目擊一隻20-25英尺（6-7.6米）、距離她們約300英尺（91.4米）的蛇形神秘動物在湖中游動。英國動物學與神秘動物學家卡爾·舒克（Karl Shuker）認爲舒斯瓦普湖怪兽可能是于始新世滅絕的龍王鯨。